# 叶振华
叶振华（1922年—2012年），男，广东梅县人，中国化工吸附与分离专家，曾任华南工学院教授、博士生导师。